# Vivi
Il Vivi (in russo Виви?) è un fiume della Russia siberiana centrale (Territorio di Krasnojarsk), affluente di destra della Tunguska Inferiore.
Nasce dalle estreme propaggini meridionali dell'altopiano Putorana, dal lago omonimo; scorre con direzione sud-sudest, con andamento piuttosto rettilineo, drenando una stretta valle ricca di laghi (circa 500) nella sezione centrale dell'altopiano Syverma. Confluisce nella Tunguska Inferiore nel suo medio corso.
Il clima molto rigido causa lunghi periodi di congelamento delle acque (ottobre-maggio); lungo il suo corso non ci sono centri abitati di qualche rilievo.